# Psilozona nigritarsis
Psilozona nigritarsis är en tvåvingeart som beskrevs av Ricardo 1912. Psilozona nigritarsis ingår i släktet Psilozona och familjen rovflugor. Inga underarter finns listade i Catalogue of Life.